# David Bartlett
Pour les articles homonymes, voir Bartlett.
David John Bartlett (né le 19 janvier 1968 à Hobart) est un ancien Premier ministre de Tasmanie en Australie. Il est député de la circonscription de Denison et membre du parti travailliste australien. Il est entré au Parlement en 2004, après que le Premier ministre Jim Bacon démissionna à cause d'un cancer. Bartlett est vice-Premier ministre de Tasmanie d'avril à mai 2008 et est Premier ministre du 26 mai 2008 au 23 janvier 2011, succédant à Paul Lennon.